# Uncaria macrophylla
Uncaria macrophylla är en måreväxtart som beskrevs av Nathaniel Wallich. Uncaria macrophylla ingår i släktet Uncaria och familjen måreväxter. Inga underarter finns listade i Catalogue of Life.